# Campobello di Mazara
Campobello di Mazara – miejscowość i gmina we Włoszech, w regionie Sycylia, w prowincji Trapani.
Według danych na rok 2004 gminę zamieszkiwało 11 190 osób, 172,2 os./km².